# 6731 Hiei
A 6731 Hiei (ideiglenes jelöléssel 1992 BK) a Naprendszer kisbolygóövében található aszteroida. Kusida Josio és Muramacu Oszamu fedezte fel 1992. január 24-én.